# Волерсхаузен
Волерсхаузен (њем. Wollershausen) општина је у њемачкој савезној држави Доња Саксонија. Једно је од 29 општинских средишта округа Гетинген. Према процјени из 2010. у општини је живјело 478 становника. Посједује регионалну шифру (AGS) 3152029.

## Географски и демографски подаци
Волерсхаузен се налази у савезној држави Доња Саксонија у округу Гетинген. Општина се налази на надморској висини од 173 метра. Површина општине износи 9,2 km². У самом мјесту је, према процјени из 2010. године, живјело 478 становника. Просјечна густина становништва износи 52 становника/km².